# 艾德·盖达
爱德华·C·盖达（英語：Edward C. Gayda，1927年5月11日—2021年12月11日），美国NBA联盟前职业篮球运动员。